# Ústrašín
Ústrašín (deutsch Austraschin) ist eine Gemeinde in Tschechien. Sie liegt sieben Kilometer südwestlich von Pelhřimov und gehört zum Okres Pelhřimov.

## Geographie
Ústrašín befindet sich im Südwesten der Böhmisch-Mährischen Höhe unterhalb der Einmündung des Střítežský potok am linken Ufer der Hejlovka. Im Norden erhebt sich der Hejlov (609 m), nordöstlich der Zelený vrch, im Südosten der Vaškův kopec (612 m) und westlich der Orlov (674 m). Durch Ústrašín führt die Staatsstraße 34 / E 551 zwischen Pelhřimov und Jindřichův Hradec. Am südwestlichen Ortsrand liegt der Teich Ústrašínský rybník.
Nachbarorte sind Částkovice, Lhotka und Hejlovský Mlýn im Norden, Ondřejov und Vokov im Nordosten, Na Obci und Rynárec im Osten, Libkova Voda im Südosten, Božejovský Mlýn, Vlásenice-Drbohlavy und Božejov im Süden, Střítež im Südwesten, Bor im Westen sowie Myslov, Chmelná und Proseč-Obořiště im Nordwesten.

## Geschichte
Die erste urkundliche Erwähnung von Ústrašín erfolgte 1352 in einem Verzeichnis der Pfarren im Gebiet von Pelhřimov. Zwei Jahre später wurde der Besitzer der Feste, Heřman von Ústrašín, als Kirchpatron genannt. 1361 folgte ihm Mareš von Ústrašín (Marschonis de Ustrascin), der als Burggraf von Rosenstein im Dienste von Heinrich II. von Neuhaus stand. Das Geschlecht von Ústrašín hielt den Besitz noch bis zum Beginn des 15. Jahrhunderts. Seit dem 20. November 1410 sind die Herren von Proseč als Besitzer der Herrschaft Ústrašín nachweisbar. Sie schlossen die Güter an die Herrschaft Proseč an. Der nicht mehr benötigte Herrensitz verfiel und 1468 wurde die Feste Ústrašín letztmals erwähnt; sie lag zu dieser Zeit bereits wüst.
Nach der Aufhebung der Patrimonialherrschaften bildete Oustraším/Austraschin ab 1850 eine Gemeinde in der Bezirkshauptmannschaft Pelhřimov. Zum Ende des 19. Jahrhunderts wurde das Dorf als Oustrašín und seit 1923 als Ústrašín bezeichnet. 1976 wurde Ústrašín nach Božejov eingemeindet. Seit 1990 bildet Ústrašín wieder eine eigene Gemeinde.

## Gemeindegliederung
Für die Gemeinde Ústrašín sind keine Ortsteile ausgewiesen. Zu Ústrašín gehört die Einschicht Drbalův Mlýn.

## Sehenswürdigkeiten
- Kirche Mariä Himmelfahrt, seit 1352 als Pfarrkirche nachweisbar
- Burgstall südöstlich über dem Dorf, archäologische Fundstätte
- Denkmal für die Opfer des Ersten Weltkrieges
- Naturschutzgebiet Hrachoviště, südwestlich von Ústrašín
- Wassermühle Drbalův Mlýn
- Der vom Střítežský potok gespeiste große Teich Ústrašínský rybník wird als Badesee und Erholungsgebiet genutzt.